# Friedrich Kottler
Friedrich Kottler, avstrijski fizik, * 10. december 1886, Dunaj, Avstro-Ogrska (sedaj Avstrija), † 11. maj 1965.
Kottler je bil privatni docent in od leta 1923 profesor na Univerzi na Dunaju. Leta 1918 je prišel do Schwarzschildove rešitve brez Einsteinovih vakuumskih enačb polja.
1. 1 2  Record #116344695 // Gemeinsame Normdatei — 2012—2016.
2. 1 2  SNAC — 2010.